# 単純環
数学の環論において、（1 ≠ 0 を持つ可換とは限らない）環 R が単純（たんじゅん、英: simple）であるとは、R の両側イデアルが 0 と R しか存在しないことをいう。

## 構造定理
単純環は左アルティン的であれば右アルティン的でもあるため、このとき単にアルティン的単純環という。（さらにネーター的でもある。）単純アルティン環は、アルティン・ウェダーバーンの定理により、可除環上の全行列環に同型である。
より詳しくは、次が成り立つ。単純環 R について以下は同値：
- R は左アルティン的
- R は半単純
- R は極小左イデアルを持つ
- R はある自然数 n とある可除環 D について Mn(D) と同型

R を一般の単純環とすると、任意の 0 でない左イデアル I に対し、D を自己準同型環 End(RI) （右から作用すると考える）とすると、R と End(ID) は自然に同型である（後者は左からの作用を考える）。